# Drapeau du Mexique

Drapeau du président.

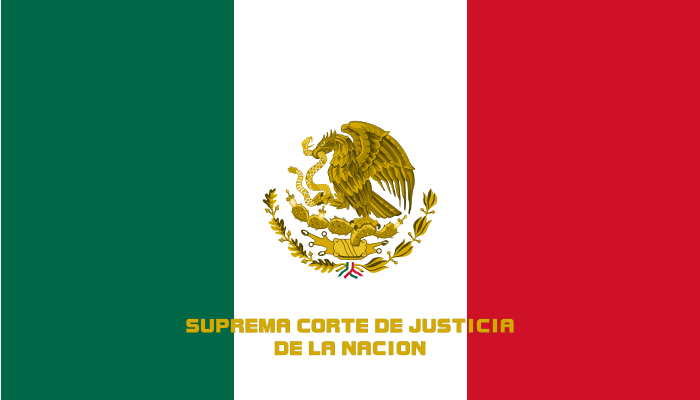
Cour suprême de justice.

Le drapeau du Mexique est le drapeau national et le pavillon national du Mexique. Ce drapeau tricolore est rectangulaire de proportions 4:7 à bandes verticales vert, blanc et rouge de même taille. En son centre, sur la bande blanche, figurent les armes du Mexique, représentant un aigle mexicain perché sur un figuier de Barbarie, dévorant un serpent.
Le drapeau est créé lors de la consommation de l'indépendance en 1821 ; il possède alors une apparence similaire à l'actuelle mais avec un symbolisme des couleurs différent.
Au cours de son histoire, il subit huit modifications qui concernent ses proportions, les éléments de l'écu central (présence du serpent et du laurier) et le dessin des dix éléments.
Sur les territoires contrôlés par le gouvernemement de Maximilien du Mexique le drapeau se pare de symboles impériaux,, cependant le drapeau de la république mexicaine continua d'être celui de la nation dans les territoires administrés par le gouvernement légitime de Benito Juárez.
La version actuelle du drapeau date de 1968 : elle fut dessinée à l'occasion de la préparation des Jeux olympiques de Mexico. Il s'agissait alors d'éviter tout risque de confusion avec un emblème national italien. L'usage du drapeau mexicain est régi et encouragé par la loi (Ley Sobre el Escudo, la Bandera y el Himno Nacionales de 1984).
Le drapeau est le même pour tous ses emplois militaires et civils ; quelques variantes concernant les couleurs de l'écu sont officiellement, ou officieusement reconnues. Le drapeau peut en outre être décoré d'une « cravate », formée d'un ruban tricolore de mêmes couleurs que le drapeau.

## Composition et symbolisme

### Composition
|       | Pantone | RVB         |
| ----- | ------- | ----------- |
| Vert  | 3425    | 0-104-71    |
| Blanc | Safe    | 255-255-255 |
| Rouge | 186     | 206-17-38   |

Dimensions

Les dimensions et couleurs du drapeau, ainsi que la taille et le dessin des armes du Mexique qui y figurent, sont réglementées par la loi de 1984 sur les symboles nationaux. Le texte ne spécifie pas tous les détails de composition, en particulier la teinte exacte des bandes, la couleur et les dimensions de la plupart des éléments des armes, mais deux modèles officiels du drapeau sont déposés, l'un dans les Archives nationales de la Nation, l'autre au Musée national d'Histoire.
Le drapeau est un tricolore de bandes verticales de même dimension, sa hauteur vaut les 4/7 de sa largeur. Les couleurs sont, à partir du mât, le vert, le blanc et le rouge, mais la teinte exacte n'est pas réglementée. D'après plusieurs sites de vexillologie,, le Ministère de l'intérieur conseille les couleurs indiquées dans le tableau ci-contre. Les armes sont centrées au milieu de la bande blanche et ont un diamètre des 3/4 de la bande, soit 1/4 de la largeur totale.
Les armes représentent un aigle mexicain vu de profil gauche, dont les ailes légèrement déployées en attitude de combat surpassent la crête de l'oiseau. Leur plumage est orienté vers le bas et touche la queue, en forme d'éventail. Il repose grâce à sa serre gauche sur un figuier de Barbarie en fleur, lequel pousse sur un rocher émergeant d'un lac (celui de Texcoco). Le volatile tient par la serre droite et le bec un serpent recourbé qu'il donne l'impression de dévorer, 32 épines du cactus se ramifient sur les côtés représentent les 32 entités fédératives du Mexique.
Deux branches de laurier, reliées en bas par un ruban aux couleurs du drapeau, forment un demi-cercle inférieur. Les couleurs autres que celles du ruban ne sont pas explicitées mais une indication « quand les armes sont reproduites en couleurs naturelles » laisse supposer que c'est la manière « standard » de les dessiner.
On utilise généralement :
- aigle : plumage brun, bec et serres or ou brun clair, griffes noires ;
- lac : bleu et quelques points extrémaux or, blancs et/ou bruns ;
- pierre ou montagne : brun clair ;
- cactus : bleu-vert à épines grises et fleurs de rose, rouge et/ou jaune ;
- serpent : peau rayée kaki et blanc, extrémité de la queue et dents or ou rouge ;
- laurier : feuilles kaki, pousses brun clair (éventuellement bourgeons jaunes).

Les dimensions ne sont pas spécifiées. Sur les drapeaux officiels, le nopal et l'aigle occupent la majeure partie des armes ; le lac et le promontoire sont schématisés et de petite taille. Une modification récente de la loi a permis de trancher sur la représentation de l'aigle sur le revers du drapeau : elle est vue en image miroir, de profil droit et reposant sur sa serre droite. Il n'est pas précisé si les autres éléments des armes suivent cette transformation.

### Signification des couleurs
Les couleurs du drapeau proviennent de la bannière de l'Armée des Trois Garanties, utilisé entre 1821 et 1823. Initialement, les couleurs avaient les significations suivantes :
- vert : Independencia (indépendance vis-à-vis de l'Espagne) ;
- blanc : Religión (religion, la foi catholique romaine comme seule religion autorisée) ;
- rouge : Unión (union entre Européens et Américains).

La signification des couleurs a changé une fois. L'une des causes est la laïcisation du pays, avec la constitution de 1857 et les Lois de Réforme menées par le président Benito Juárez,. Une dépêche d'agence de presse reproduite sur le site de la présidence de la République indique la symbolique actuelle suivante : 
- l'espoir du peuple dans l'avenir de sa « race » (vert) ;
- la pureté des idéaux de la population (blanc) ;
- le sang des héros (rouge).

On attribue aussi au blanc l'unité et la pureté, parfois, le lien de parenté ou le métissage au rouge,, la symbolique n'étant pas définie de manière officielle. Aussi le site du groupe parlementaire du Partido Acción Nacional, parti conservateur de tradition catholique, indique la signification originelle « indépendance de la Nation, pureté de la religion et union du pays ».

### Symbolisme des armes
Les espèces représentées ne sont pas précisées par la loi ni par son auteur le peintre Francisco Eppens Helguera.
On considère généralement que le rapace présent sur les armes est un aigle royal, très utilisé dans l'héraldique européenne, et qui est également le symbole national du Mexique. L'ornithologue mexicain Rafael Martín del Campo a cependant suggéré que le Caracara huppé soit le rapace sacré de la légende ayant inspiré le symbole et dépeint sur plusieurs codex aztèques comme le codex florentin,. Cette idée est également motivée par le fait que le caracara, parfois surnommé « aigle mexicain » (bien qu'il soit d'une famille différente des aigles) peut se percher sur des cactus, à la différence de l'aigle royal, car ses serres sont suffisamment puissantes pour qu'il ne s'y blesse pas. Le caracara a une crête (comme représenté sur les armoiries), pas l'aigle royal. Le caracara se perche sur une patte et de l'autre tient sa proie (qui peut être un serpent), l'aigle royal ne procède pas ainsi. De plus, l'aire de répartition de l'aigle royal ne comprend pas le centre du Mexique où est situé le lac Texcoco. Mais indépendamment de l'oiseau de la légende originelle, la représentation de l'oiseau sur les armes du Mexique n'a jamais correspondu à celle du caracara et reste beaucoup plus proche de l'aigle.
Le serpent a été remplacé en septembre 1916 par un serpent proche du serpent à sonnette ; auparavant il représentait un serpent d'eau du lac de Texcoco.
Le symbolisme des couleurs varie selon les auteurs mais l'interprétation principale est l'espoir (vert), l'unité (blanc) et le sang des héros (rouge),. L'aigle perché sur le cactus dévorant un serpent est issu de l'interprétation erronée espagnole d'une légende aztèque et de la traduction également fausse de la phrase en náhuatl « Ihuan cohuatl izomocayan » qui signifie le serpent siffle et non comme on l'a traduit le serpent est détruit : selon cette version, donnée par le moine dominicain Diego Durán, les Aztèques nomades ont fondé leur capitale Tenochtitlan — sur le même site est fondée Mexico — à l'endroit où ils ont observé ce symbole. Le lac et l'îlot, symboles aztèques également, ont été repris afin d'affirmer les origines indigènes des Mexicains, une nouvelle « race » issue du métissage. La position de l'aigle décrit la combativité et les lauriers, le succès.

#### Variantes et ornements

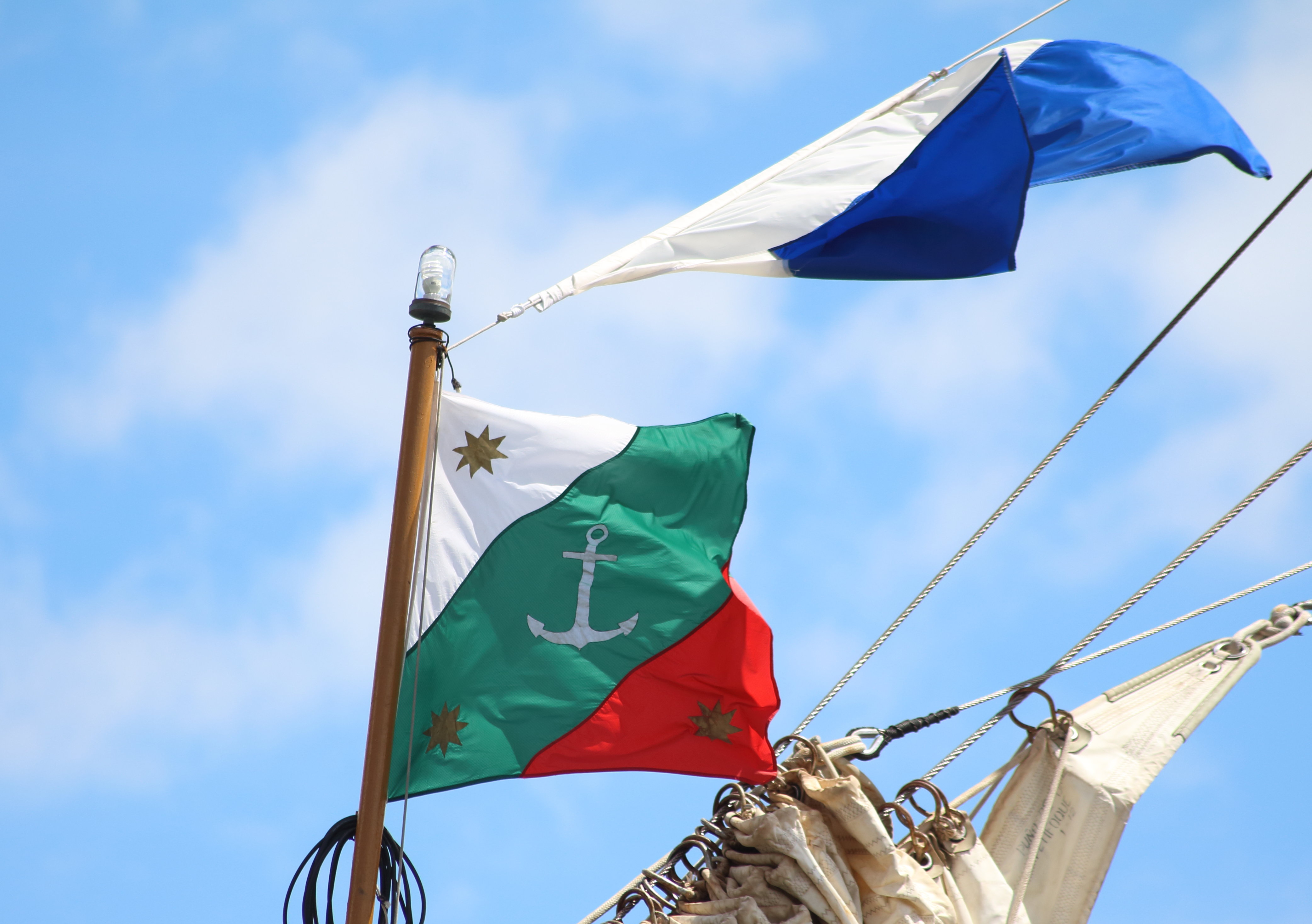
Le pavillon de beaupré de la marine mexicaine

Il existe variantes du drapeau autorisées. Principalement employées par les gouvernements locaux et fédéraux, elles diffèrent du drapeau standard par la couleur des armes. La première, utilisée par le président et les ministères fédéraux, possède des armes dans des teintes d'or, à l'exception du ruban tricolore, et de l'altépetl ainsi que des griffes de l'aigle de couleur argent. Les armes de la seconde, utilisée par les administrations n'ayant pas autorisation d'utiliser la première, sont entièrement d'or, y compris la montagne, le lac, les griffes et le ruban tricolore.
Le drapeau peut être décoré d'une « cravate » (corbata), composée d'un ruban tricolore de mêmes couleurs que le drapeau. Elle est placée en haut du drapeau près du mât. Les deux extrémités pendent à des hauteurs différentes et se terminent par une frange dorée.
La marine mexicaine utilise également un drapeau spécifique comme pavillon de beaupré. De format carré, il reprend les couleurs nationales dans un ordre différent et en diagonale. Il est chargé de trois étoiles dorées et d'une ancre blanche.

## Histoire

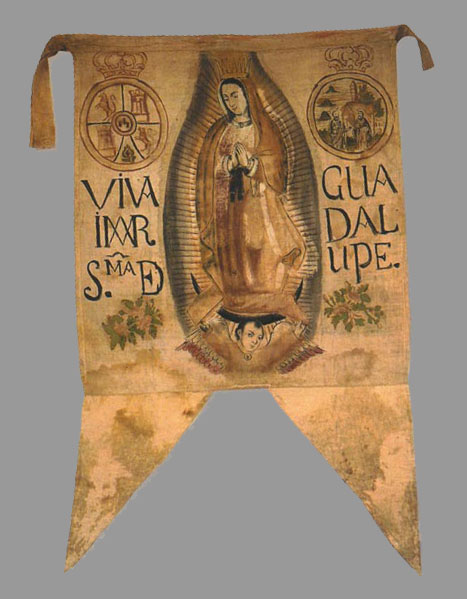
Étendard de la Vierge de Guadalupe utilisé par Miguel Hidalgo.

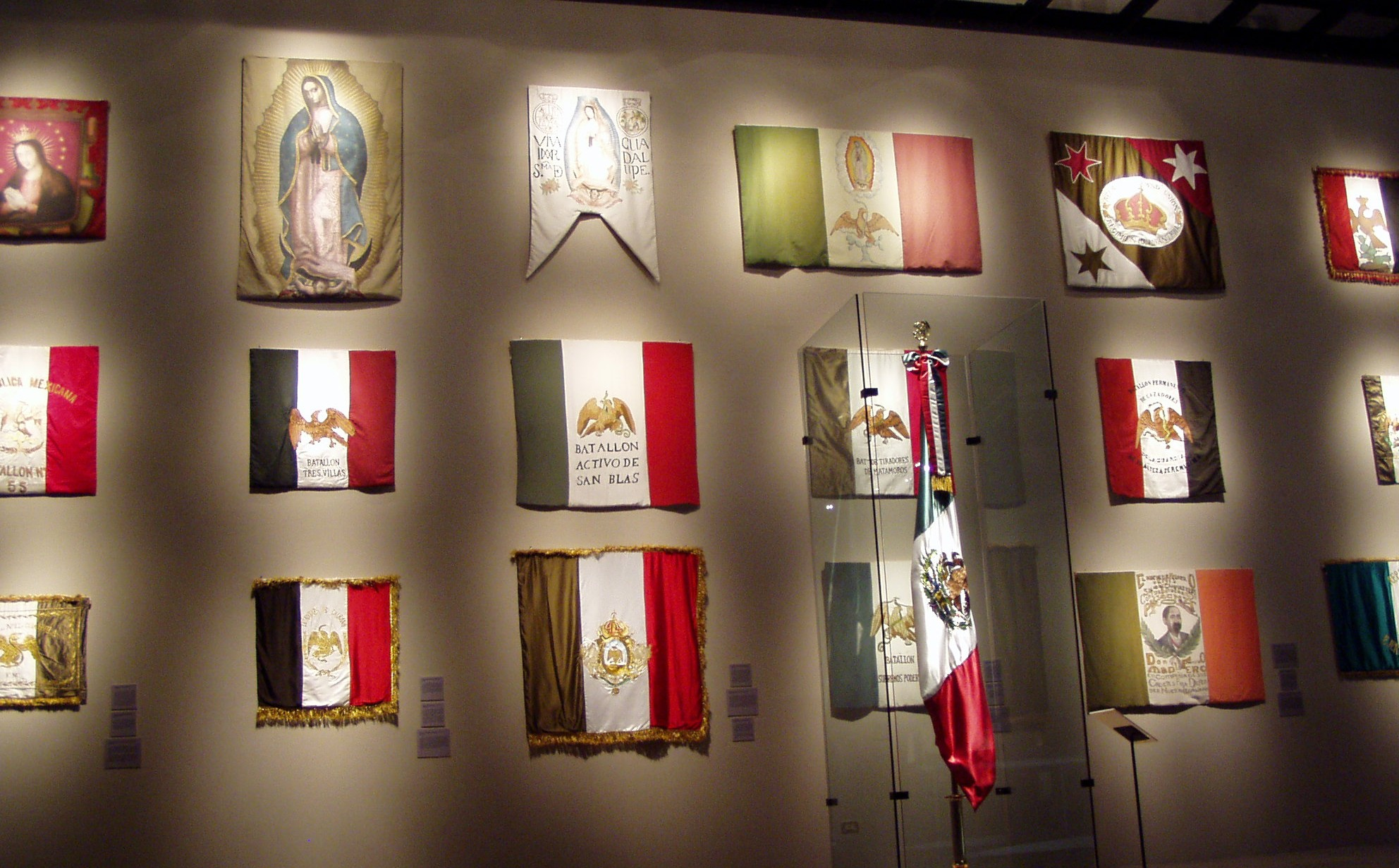
Exposition de drapeaux au Musée d'histoire mexicaine à Monterrey, Nuevo León.

Avant l'adoption du premier drapeau national, d'autres drapeaux employés durant la Guerre d'indépendance du Mexique contre l'Espagne ont eu beaucoup d'influence dans la composition du premier drapeau.
L'étendard représentant  Vierge de Guadalupe, que brandit Miguel Hidalgo lors du  « Grito de Dolores » le 15 septembre 1810, n'est pas le premier drapeau du Mexique indépendant, la Vierge de Guadalupe servit de symbole et de signe  de ralliement a ses partisans, Hidalgo n'appela pas a l'Indépendance mais se révolta contre les espagnols favorables à Joseph Bonaparte.
José María Morelos utilise une enseigne bordée de carrés blancs et bleu ciel, une aigle couronnée sur un cactus, entouré des lettres « ocvlis et vngvibvs aeqve victrix » (pour ses yeux et ses mains également victorieux), et un pont à trois arcs comportant les lettres VVM (« Viva la Virgen María, Vive la Vierge Marie), le tout en bleu marine.
Après la mort d'Hidalgo, Ignacio López Rayón qui lui voulait l'indépendance totale du pays par rapport à l'Espagne imagina un drapeau très semblable au drapeau actuel qu'il proposa en 1811 à Zitácuaro à l'examen de la Suprema Junta Nacional Americana, celle-ci l'adopta et fixa les couleurs et leur organisation ainsi que l'aigle perchée sur le cactus.
Les insurgés ont aussi utilisé une enseigne bordée de rouge, en damier blanc et bleu ciel, au centre de laquelle est disposée l'aigle sur un cactus poussant d'une montagne émergeant d'un lac, et couronné de laurier. Cette Bandera de los Insurgentes était une enseigne de guerre.
Un des ancêtres du tricolore mexicain est celui de l'Armée des Trois Garanties de 1821 à 1823. Il s'agit d'un tricolore vert-blanc-rouge de bandes en contre-oblique comportant trois étoiles, respectivement blanche, rouge et verte dans les coins supérieur gauche, supérieur droit et inférieur droit. Au centre figure une couronne or et pourpre entourée de la mention « relygion yndependencia union » (religion, indépendance et union) en majuscules noires. Il en existe plusieurs variantes utilisées par divers régiments ou compagnies. Ce drapeau n'a jamais été un emblème national ; par ailleurs, il est souvent représenté de manière erronée sans la couronne et avec trois étoiles d'or à huit branches sur la diagonale.
- Premier drapeau : Sous le Premier Empire d'Agustín de Iturbide : ne comporte ni laurier, ni serpent. L'aigle porte une couronne.
- Deuxième drapeau : Sous le Second Empire mexicain, lors de l'Intervention française au Mexique, le drapeau se pare de symboles impériaux : quatre aigles d'or couronnées sont placées dans les coins, et les armes prennent également une couronne.
- Troisième drapeau : Après la fin de l'intervention française et la chute de l'empire de Maximilien Ier du Mexique.
- Quatrième drapeau : Adopté en 1968 peu avant les Jeux olympiques de Mexico, le drapeau change de dimensions, de 2/3 à 4/7, et les armes subissent un redesign cosmétique.[réf. nécessaire] Le drapeau de la marine marchande se dote des armes, jusqu'alors il ne possédait aucune inscription ou écu et se confondait avec le nouveau drapeau de l'Italie, adopté à l'issue de la Seconde Guerre mondiale[36] et aussi utilisé en mer (par la marine civile) :[réf. nécessaire] les deux drapeaux ne différaient que par de faibles différences de teintes de rouge et de vert, au demeurant non spécifiées.[réf. nécessaire]

### Évolution
| Nouvelle-EspagneAmérique du Nord, Nouvelle-Espagne, Amérique Mexicaine(es) América Septentrional - Nueva España - América Mexicana1535 — 1821                                                            | |                                                                     |                                                                              |
| AdoptionGouvernement | Promulgation | Drapeau                                                             | Éléments                                                                     |
| 17 avril 1535Monarchie | 17 avril 1535 - 25 novembre 1550Antonio de MendozaVice-roi 29 avril 1783 - 3 novembre 1784Matías de Gálvez y GallardoVice-roi |                                                                     | Vice-roi de la Nouvelle-Espagne                                              |
| 1785 - 1821Monarchie | 17 juin 1785 - 30 novembre 1786Bernardo de GálvezVice-roi 21 juillet 1821 - 28 septembre 1821Juan O'Donojú y O'RianVice-roi   |                                                                     | Vice-roi de la Nouvelle-Espagne                                              |
| Mexique IndépendantNation mexicaine - L'Empire mexicain - République mexicaine - États-Unis du Mexique(es) Nación Mexicana - Imperio Mexicano - República Mexicana - Estados Unidos Mexicanos1821 — 2025 | |                                                                     |                                                                              |
| AdoptionGouvernement | Promulgation | Drapeau                                                             | Éléments                                                                     |
| 24 février 1821Junta Provisional Souveraine | Agustin de IturbideRoyalisteVicente Ramón GuerreroInsurgent                                                                   |                                                                     | Drapeau des trois garantiesConcepteur : Magdaleno Ocampo                     |
| 24 août 1821Junta Provisional Souveraine | Agustin de IturbidePrésident de la Régence                                                                                    |                                                                     | Drapeau de la RégenceConcepteur : Agustin Iturbide                           |
| 2 novembre 1821Congrès constitutionnel | Agustín Iturbide I of MexicoEmpereurJosé Manuel de HerreraPremier ministre                                                    |                                                                     | Drapeau du Premier Empire mexicainConcepteur : Agustin Iturbide              |
| 14 avril 1823Congrès constitutionnel | 10 octobre 1824 - 1er avril 1829Guadalupe VictoriaPrésident21 janvier 1858 - 28 décembre 1862Félix María ZuloagaPrésident     |                                                                     | Drapeau de la République mexicaineConcepteur : Congrès constitutionnel       |
| Gouvernement exécutif10 octobre 1824 - 15 mai 1867Guerre de Réforme21 janvier 1858 - 28 décembre 1862 | Gouvernement exécutif10 octobre 1824 - 15 mai 1867Guerre de Réforme21 janvier 1858 - 28 décembre 1862                         | Régence du Second Empire mexicain11 juillet 1863 - 18 novembre 1863 | Régence du Second Empire mexicain11 juillet 1863 - 18 novembre 1863          |
| 15 juillet 1864Congrès constitutionnel | Ferdinand Maximilian JosephEmpereurJuan Nepomuceno AlmontePremier ministre                                                    |                                                                     | Drapeau du Second Empire mexicainConcepteur : Ferdinand Maximilian           |
| 19 juin 1867Gouvernement exécutif | Benito Pablo Juárez GarcíaPrésident                                                                                           |                                                                     | AdoptionDrapeau des États-Unis mexicainsConcepteur : Congrès constitutionnel |
| 1er avril 1893Gouvernement exécutif | José de la Cruz Porfirio DíazPrésident                                                                                        |                                                                     | Drapeau des États-Unis mexicainsConcepteur : Tomas de la Peña                |
| 20 septembre 1916Gouvernement exécutif | Venustiano Carranza GarzaPrésident                                                                                            |                                                                     | Drapeau des États-Unis mexicainsConcepteur : Antonio Gómez                   |
| 5 février 1934Gouvernement exécutif | Abelardo Rodríguez LujánPrésident                                                                                             |                                                                     | Drapeau des États-Unis mexicainsConcepteur : Jorge Enciso                    |
| 16 septembre 1968Gouvernement exécutif | Gustavo Díaz OrdazPrésident                                                                                                   |                                                                     | Drapeau des États-Unis mexicainsConcepteur : Francisco Eppens Helguera       |

## Protocole et usage

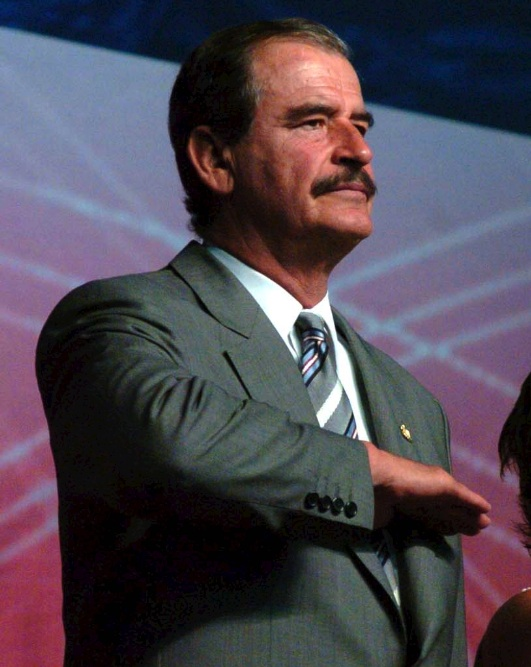
Le président Fox faisant le salut civil au drapeau.

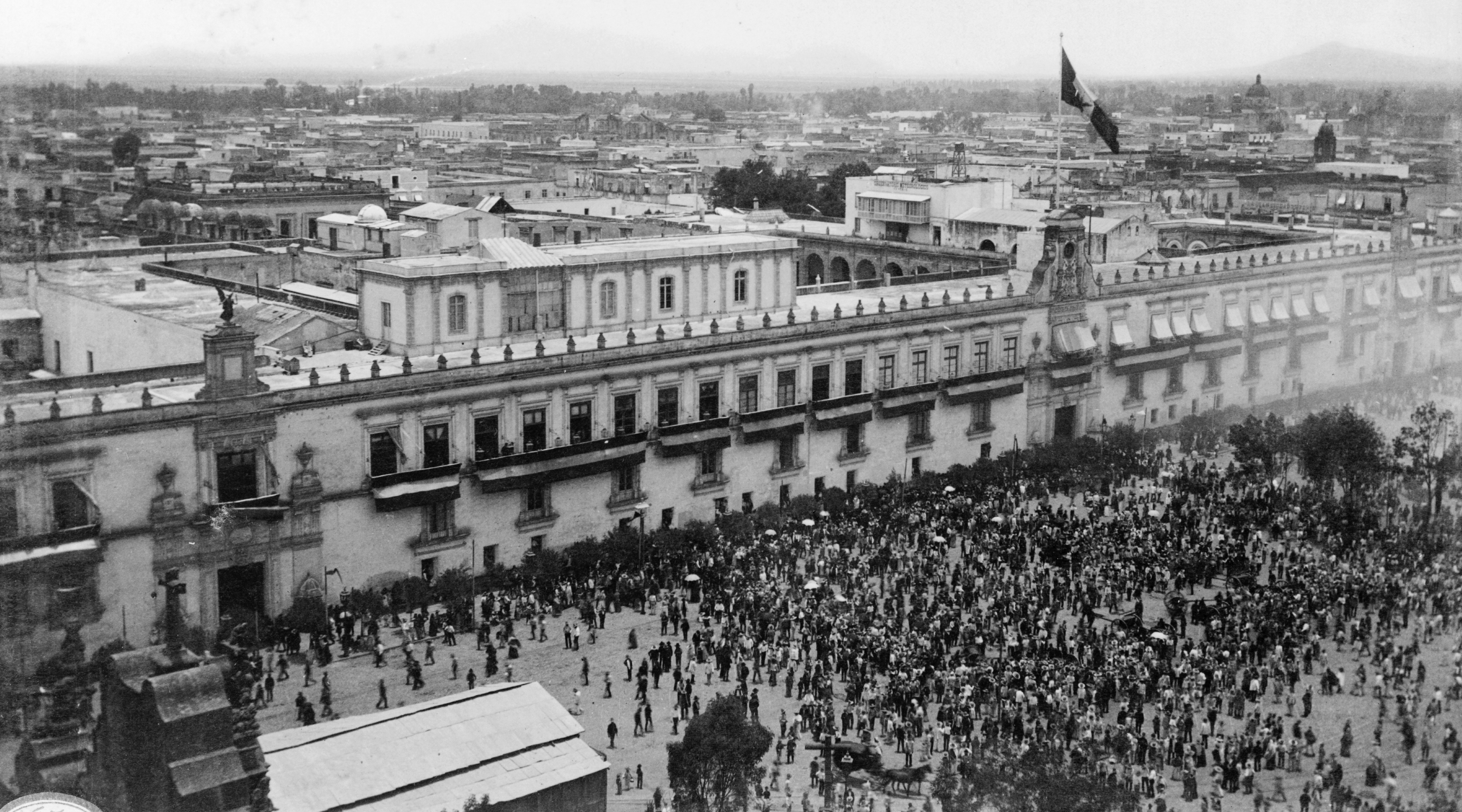
Drapeau hissé sur le Palais national de Mexico en 1885, lors du Cinco de Mayo, la commémoration de la bataille de Puebla.

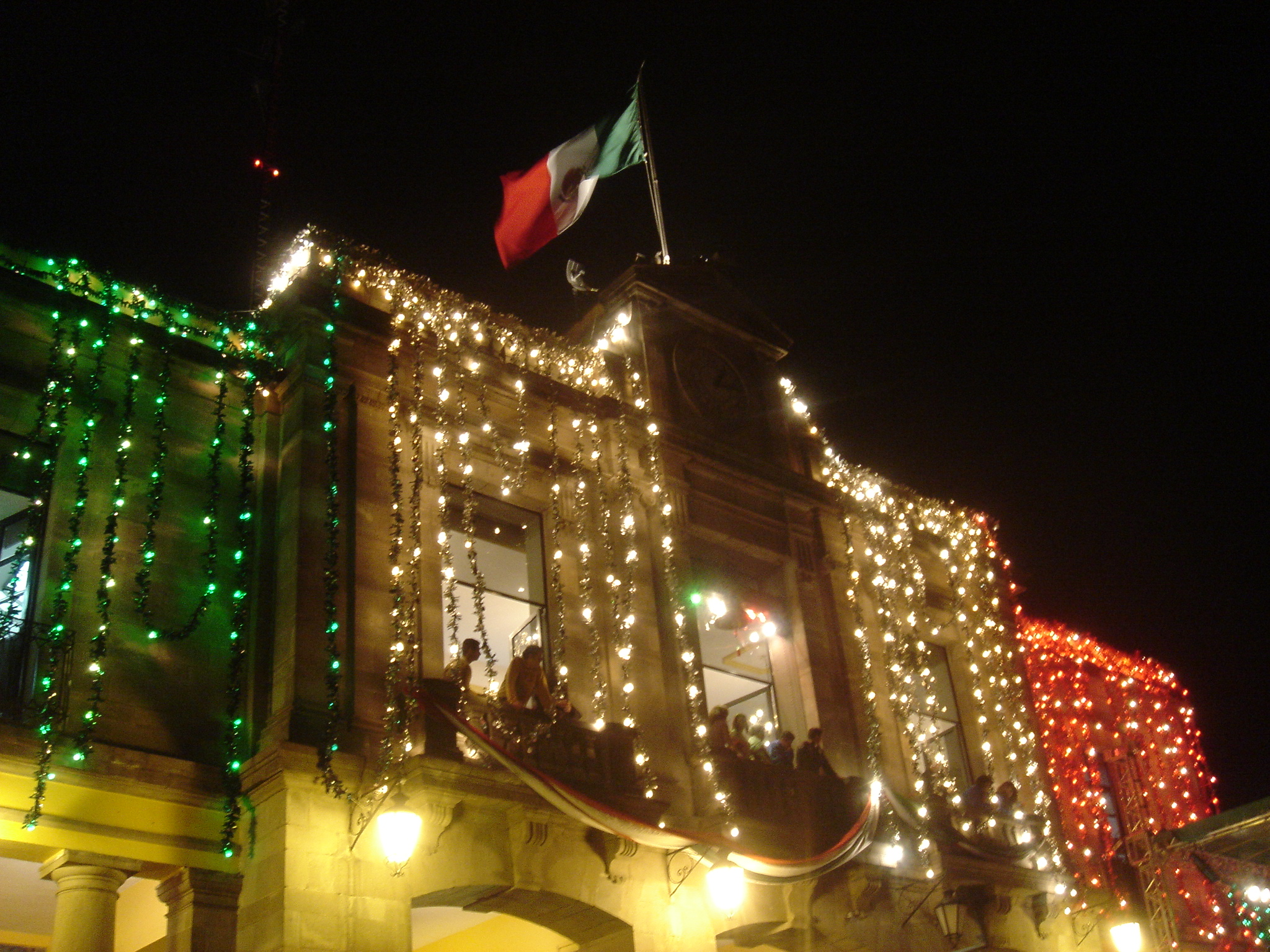
Palais de Tlalpan, Mexico décoré aux couleurs du drapeau pour la nuit du Grito de Dolores le 16 septembre 2005 au petit matin.

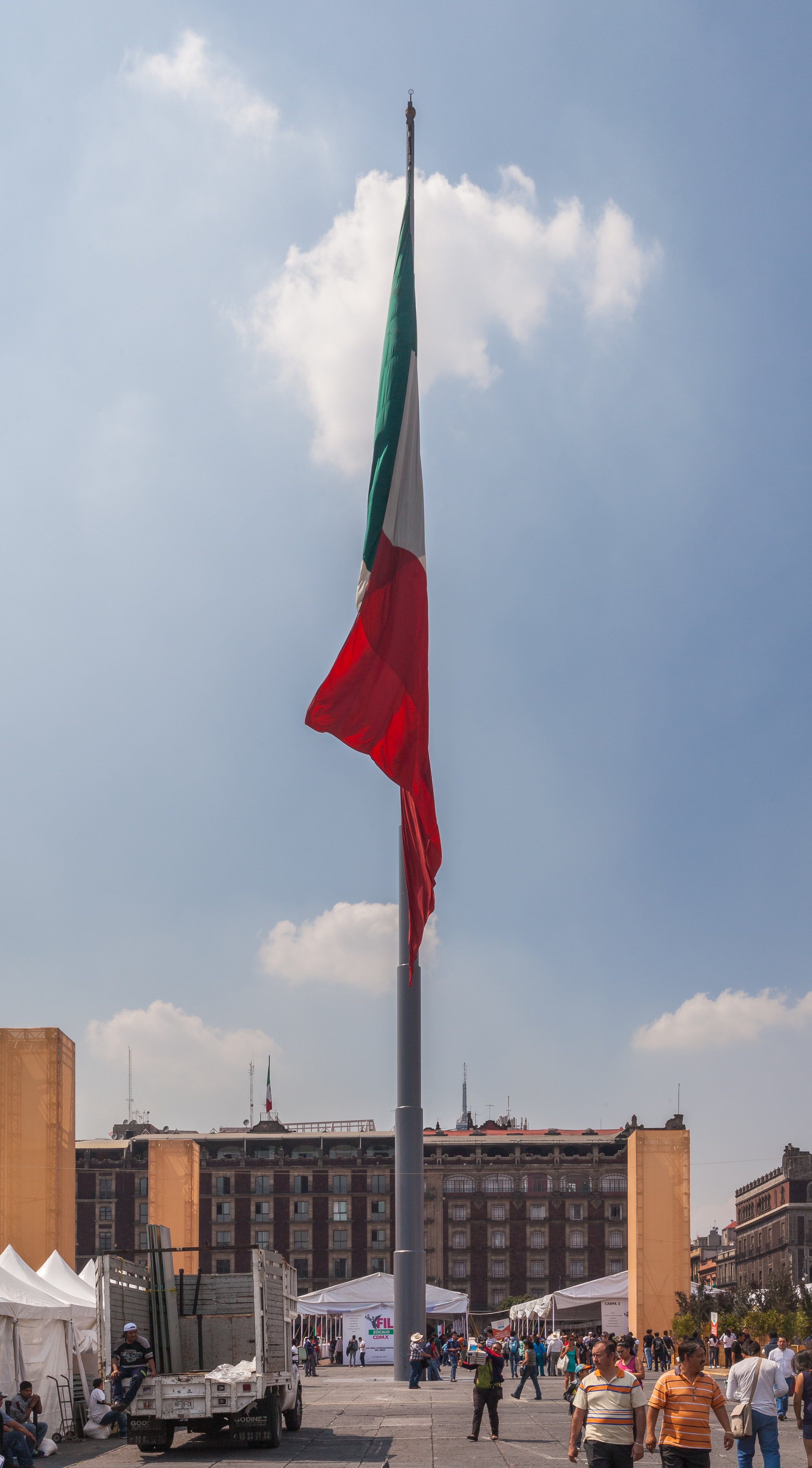
Drapeau monumental sur la place de la Constitution (Mexico).

Quand la bannière défile devant un groupe de personnes, qui sont en uniforme militaire, celles-ci doivent présenter leurs saluts réglementaires.[réf. nécessaire]
Les civils présents doivent faire le salut suivant au drapeau national : debout, le civil lève son bras droit et joint sa main droite à la poitrine, sur le cœur. La main doit être ouverte et la paume de la même main dirigée vers le sol. Ce salut est appelé El Saludo Civil a la Bandera Nacional. Le président agissant en tant que commandant suprême des forces armées doit utiliser le salut militaire. Quand l'hymne national est joué à la télévision à l'ouverture et à la fermeture des programmes quotidiens, la bannière doit être montrée en même temps.
Les jours où le drapeau doit être hissé, ou au contraire placé en berne en signe de deuil, sont listés dans la loi de 1984 sur l'écu, le drapeau et l'hymne nationaux. Aux autres dates, le président peut, en cas d'événements d'importance exceptionnelle, demander que le drapeau soit hissé ou placé en berne.
| Drapeau hissé       | Drapeau hissé |
| ------------------- | --- |
| 21 janvier          | Naissance d'Ignacio Allende (1779).                                                                                         |
| 5 février           | Adoption des constitutions de 1857 et 1917                                                                                  |
| 19 février          | Jour de l'Armée mexicaine                                                                                                   |
| 24 février          | Jour du Drapeau |
| 1er mars            | Proclamation du Plan d'Ayutla (1854)                                                                                        |
| 18 mars             | Anniversaire de l'Expropriation pétrolière (1938)                                                                           |
| 21 mars             | Naissance Benito Juárez (1806)                                                                                              |
| 26 mars             | Adoption du Plan de Guadalupe (es) durant la guerre civile qui suivit la révolution mexicaine (1913)                        |
| 2 avril             | Prise de Puebla (1867) |
| 21 avril            | Défense héroïque de Veracruz pour prévenir l'occupation par les États-Unis (1914)                                           |
| 1er mai             | Fête du Travail |
| 5 mai               | Cinco de Mayo : Anniversaire de la Bataille de Puebla, victoire sur les troupes de l'expédition française (1862)            |
| 8 mai               | Naissance de Miguel Hidalgo y Costilla (1753)                                                                               |
| 15 mai              | Capture de Querétaro par les forces républicaines, conduisant à la chute du Second Empire (1867)                            |
| 1er juin            | Jour de la Marine nationale                                                                                                 |
| 21 juin             | Victoire des troupes républicaines sur le Second Empire (1867)                                                              |
| 1er septembre       | Ouverture de la première session ordinaire du Congrès de l'Union                                                            |
| 14 septembre        | Incorporation du Chiapas comme État de la Fédération (1824)                                                                 |
| 15 septembre        | Commémoration du Grito de Dolores (1810)                                                                                    |
| 16 septembre        | Début de la Guerre d'indépendance (1810)                                                                                    |
| 27 septembre        | Accomplissement de l'indépendance (1821)                                                                                    |
| 30 septembre        | Naissance de José María Morelos (1765)                                                                                      |
| 12 octobre          | Día de la Raza (« Jour de la race »), (1492)                                                                                |
| 23 octobre          | Jour des Forces armées aériennes                                                                                            |
| 24 octobre          | Jour des Nations unies |
| 30 octobre          | Naissance de Francisco I. Madero (1873)                                                                                     |
| 6 novembre          | Proclamation de l'Acte solennel d'Indépendance de l'Amérique septentrionale (Mexique) par le Congrès de Chilpancingo (1813) |
| 20 novembre         | Début de la révolution mexicaine (1910)                                                                                     |
| 29 décembre         | Naissance Venustiano Carranza (1859)                                                                                        |
| décembre (variable) | Fermeture de la session ordinaire du Congrès.                                                                               |
| Drapeau en berne    | |
| 14 février          | Décès de Vicente Guerrero (1831).                                                                                           |
| 22 février          | Décès de Francisco I. Madero (1913).                                                                                        |
| 28 février          | Décès de Cuauhtémoc, dernier tlatoani mexica (1525).                                                                        |
| 10 avril            | Décès d'Emiliano Zapata (1919).                                                                                             |
| 2 mai               | Décès de the pilots of du 201e escadron des forces aériennes durant la Seconde Guerre mondiale (1945)                       |
| 21 mai              | Décès de Venustiano Carranza (1920).                                                                                        |
| 17 juillet          | Décès du Général Álvaro Obregón (1928).                                                                                     |
| 18 juillet          | Décès de Benito Juárez (1872).                                                                                              |
| 30 juillet          | Décès de Miguel Hidalgo y Costilla (1811).                                                                                  |
| 13 septembre        | Décès au champ d'honneur des Niños Héroes (es) (« Enfants-Héros ») lors de la bataille de Chapultepec (1847)                |
| 7 octobre           | Commémoration du sacrifice du sénateur Belisario Domínguez Palencia (es) (1913).                                            |
| 22 décembre         | Décès de José María Morelos (1815).                                                                                         |

Le jour du drapeau au Mexique se célèbre le 24 février, il a été instauré par Lázaro Cárdenas del Río en 1937 devant le monument à Vicente Guerrero, le premier à avoir prêté serment au drapeau national : ce même jour de 1821, toutes les parties combattant pour l'indépendance ont juré fidélité au drapeau après avoir uni leurs forces pour former l'Armée des Trois Garanties dans le cadre du Plan d'Iguala — signé par le Vicente Guerrero y Agustín de Iturbide — déclarant officiellement le Mexique comme pays indépendant.

## Drapeaux monumentaux

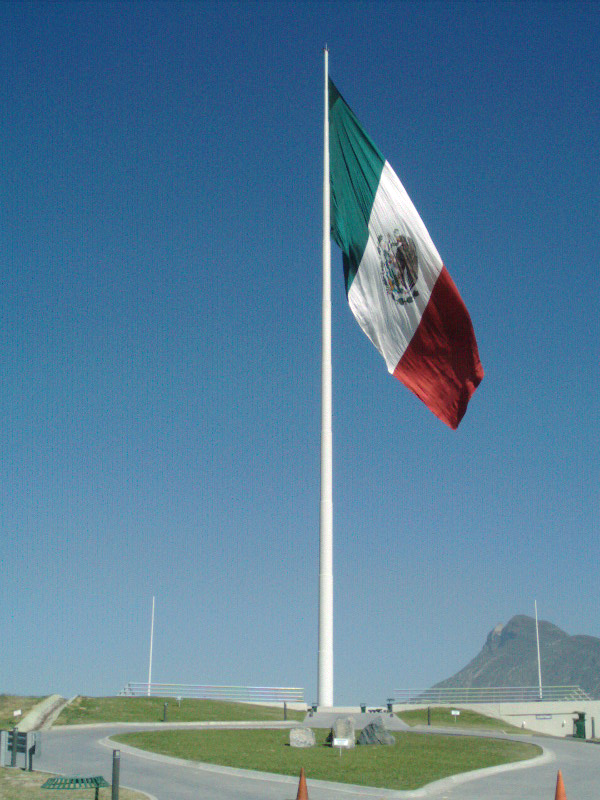
Drapeau monumental de 100 m de haut au Cerro del Obispado, Monterrey.

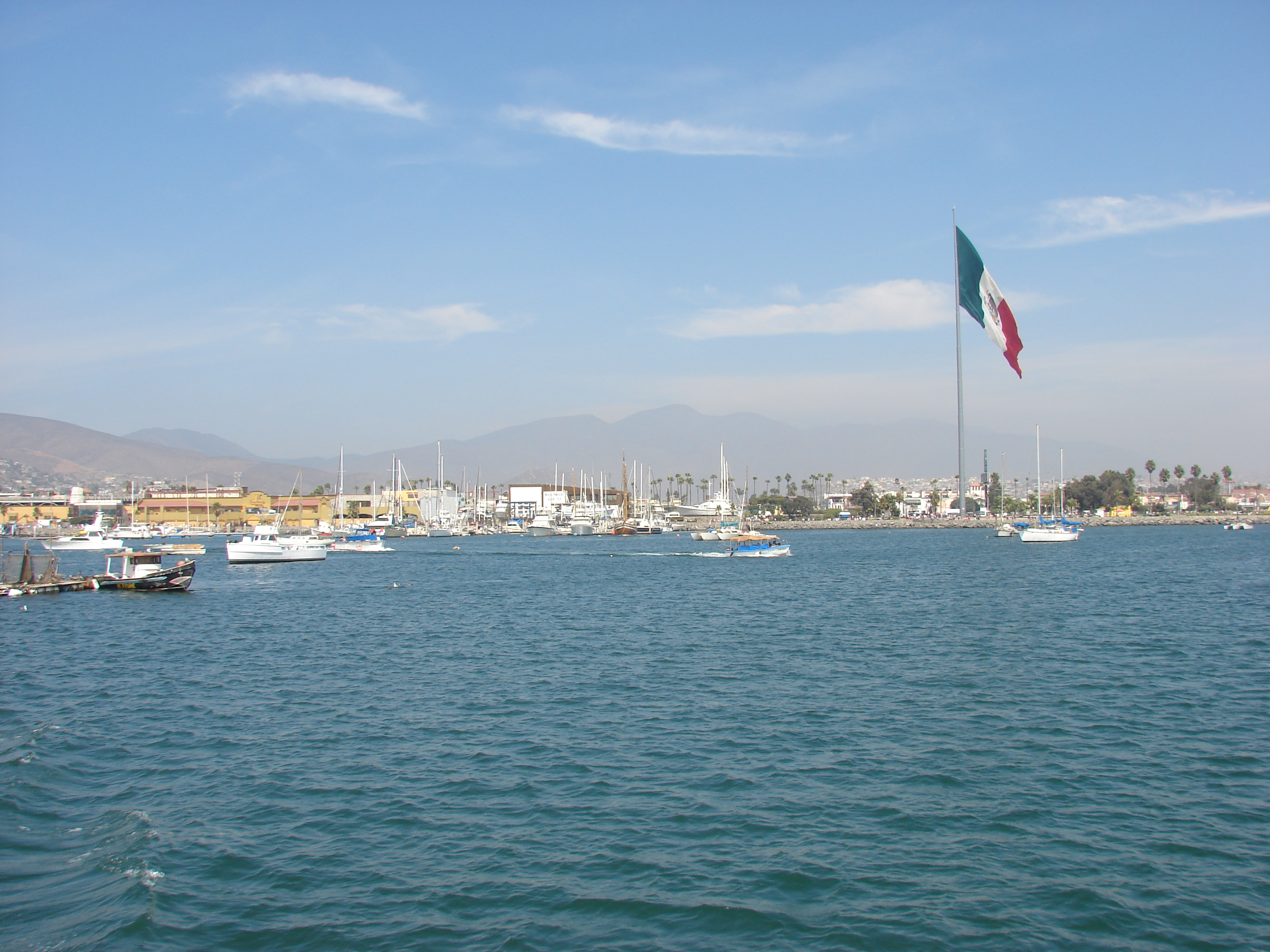
Drapeau monumental à Ensenada, Basse-Californie.

Les drapeaux monumentaux (en espagnol banderas monumentales) sont un ensemble de drapeaux de grande taille situés sur le sol mexicain. Ils sont accrochés à un mât d'au moins 50 mètres de haut et mesurent au minimum 14,3 m sur 25 m.
Ils font partie d'un programme commencé à la fin des années 1990 par le président Ernesto Zedillo Ponce de León, puis officiellement lancé et pris en charge par le secrétariat de la défense navale en 1998. L'objectif, dans la suite de la loi de 1984, est de promouvoir le patriotisme et les symboles nationaux : aussi Zedillo indique-t-il, lors de l'inauguration du drapeau monumental de Nuevo Laredo le 21 janvier 1998, que « ce drapeau est dédié à tous les citoyens, en particulier aux enfants. […] Le drapeau doit rappeler aux futures générations combien le patriotisme est important ». Les drapeaux sont placés à des endroits d'importance particulière pour le pays, notamment aux villes-frontières pour démontrer la souveraineté nationale. Le président explique ainsi : « Ce drapeau rappellera à tout le monde de l'autre côté de la frontière que nous sommes une nation souveraine. […] C'est aussi pour rappeler que nous sommes une nation indépendante prête à défendre ses citoyens où qu'ils soient. »
Sont aussi concernés les endroits d'importance historique,. Tout en laissant le choix des lieux d'édification des drapeaux, le programme explicite les endroits d'importance suivants :
- Place de la Constitution (Mexico)
- Campo Marte (es)
- Glorieta de San Jerónimo [49]

 Dans le pays :
- Tijuana (Baja California), ville-frontière
- Ciudad Juárez (Chihuahua), ville-frontière
- Veracruz (Veracruz), port important.
- Iguala (Guerrero), ville où fut créé le Drapeau des trois garanties, premier drapeau du Mexique

D'autres drapeaux monumentaux ont été construits avec des tailles diverses : en juin 2006, le gouvernement mexicain en comptabilisait 62, dont une partie financée en dehors du programme de la défense navale, essentiellement par des collectivités locales. Les plus notables sont une douzaine de drapeaux mesurant environ 30 m x 50 m sur un mât d'une centaine de mètres, en particulier :
- celui du Cerro del Obispado à Monterrey : situé sur un promontoire à 775 mètres d'altitude, il possède un mât de 100,6 m de haut pesant 120 tonnes, les dimensions de la toile sont 28,6 m x 50 m pour un poids de 230 kg. Il est ainsi deux fois plus grand que les dimensions minimales du programme de Zedillo[51].
- celui d'Iguala, mesurant 113 mètres de haut pour une toile de 56 m x 31,1 m. C'est actuellement le plus grand et le plus haut[52].

| Lieu                            | État             | Hauteur (m) | Dimensions (m)          |
| ------------------------------- | ---------------- | ----------- | ----------------------- |
| Iguala                          | Guerrero         | 113,1       | 32,1 x 56,1[52]         |
| Chihuahua                       | Chihuahua        | 106         | ~ 28 x 50[53],[50],[54] |
| Rond-point San Jerónimo, Mexico | district fédéral | 105,5?      | ~ 28 x 50[50],[54]      |
| Ciudad Juárez                   | Chihuahua        | 104,5       | 28,5 x 50[45]           |
| Cancún                          | Quintana Roo     | 103,7       | 28,6 x 50[55]           |
| Champ de Mars, Mexico           | district fédéral | 103         | 28 x 50[56]             |
| Ensenada                        | Basse-Californie | 103         | 28 x 50[57],[50]        |
| Nuevo Laredo                    | Tamaulipas       | 103         | 28,6 x 50[47]           |
| Cerro del Obispado, Monterrey   | Nuevo León       | 100,6       | 28,6 x 50[58]           |
| Tijuana                         | Basse-Californie | 100         | 28,5 x 50[59],[50]      |
| Heróico Colegio Militar, Mexico | district fédéral | ~ 100       | ~ 28 x 50[50],[54]      |
| Dolores Hidalgo                 | Guanajuato       | ~ 100       | ~ 28 x 50[50],[54]      |
| Monterrey                       | Nuevo León       | 94,8        | [50]                    |
| Mexicali                        | Basse-Californie | ~ 90        | [50]                    |
| Culiacán                        | Sinaloa          | 75          | 21,4 x 37,5[60]         |